# Мерітатон
Мерітатон (дав.-єгип. Mr.jt-Jtn — «Кохана Атона», «Улюблена Атоном») — старша з шести дочок Ехнатона та Нефертіті.
Мерітатон одружилася зі Сменхкара, наступником фараона Ехнатона. Мала титул «Велика дружина царя».
Діти невідомі, але є неясні згадки, що вона була матір'ю двох дочок Ехнатона (її батька) — Мерітатон-Ташер і Анхесенпаатон-Ташер. 

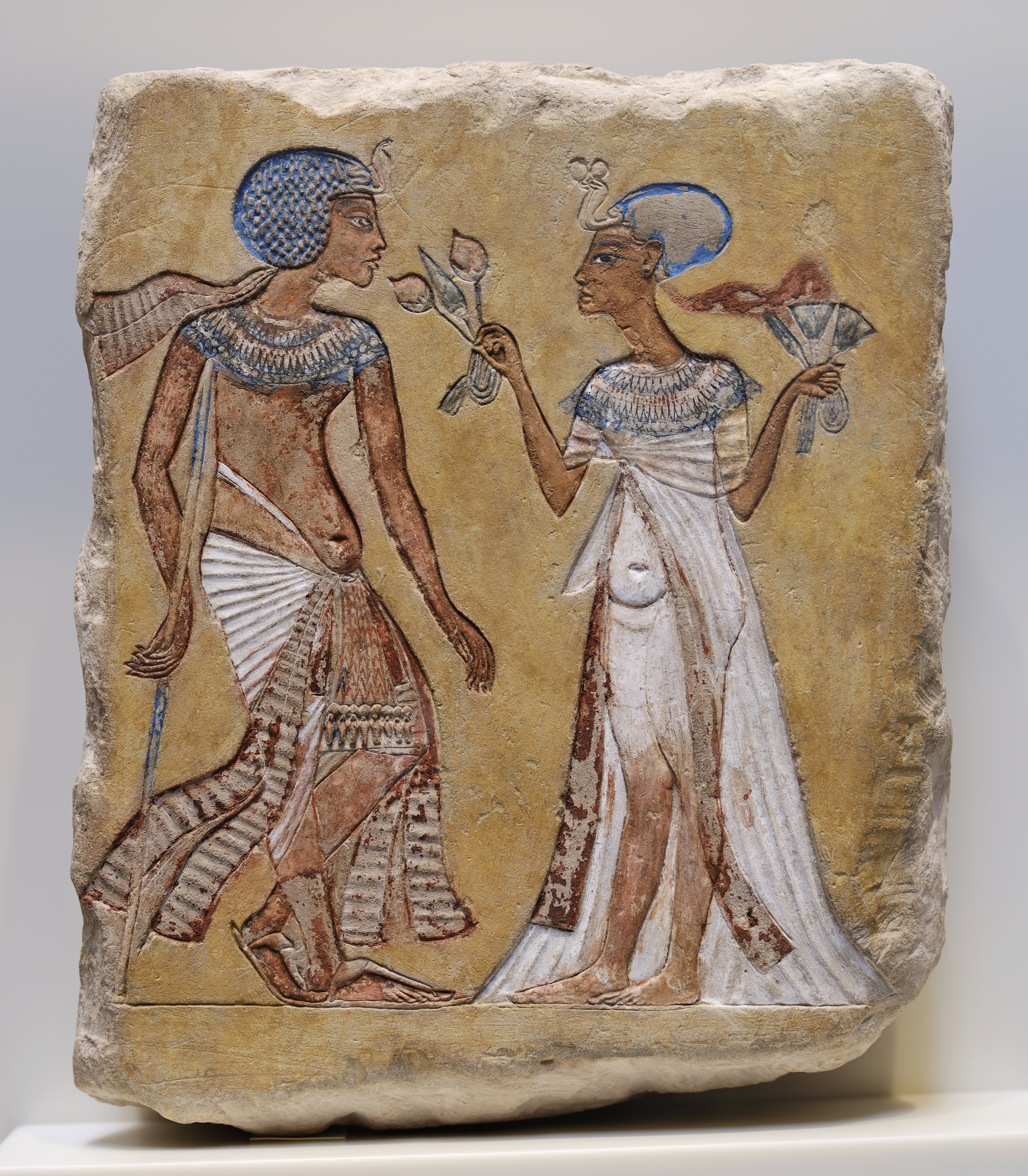
Мерітатон з чоловіком Сменхкара
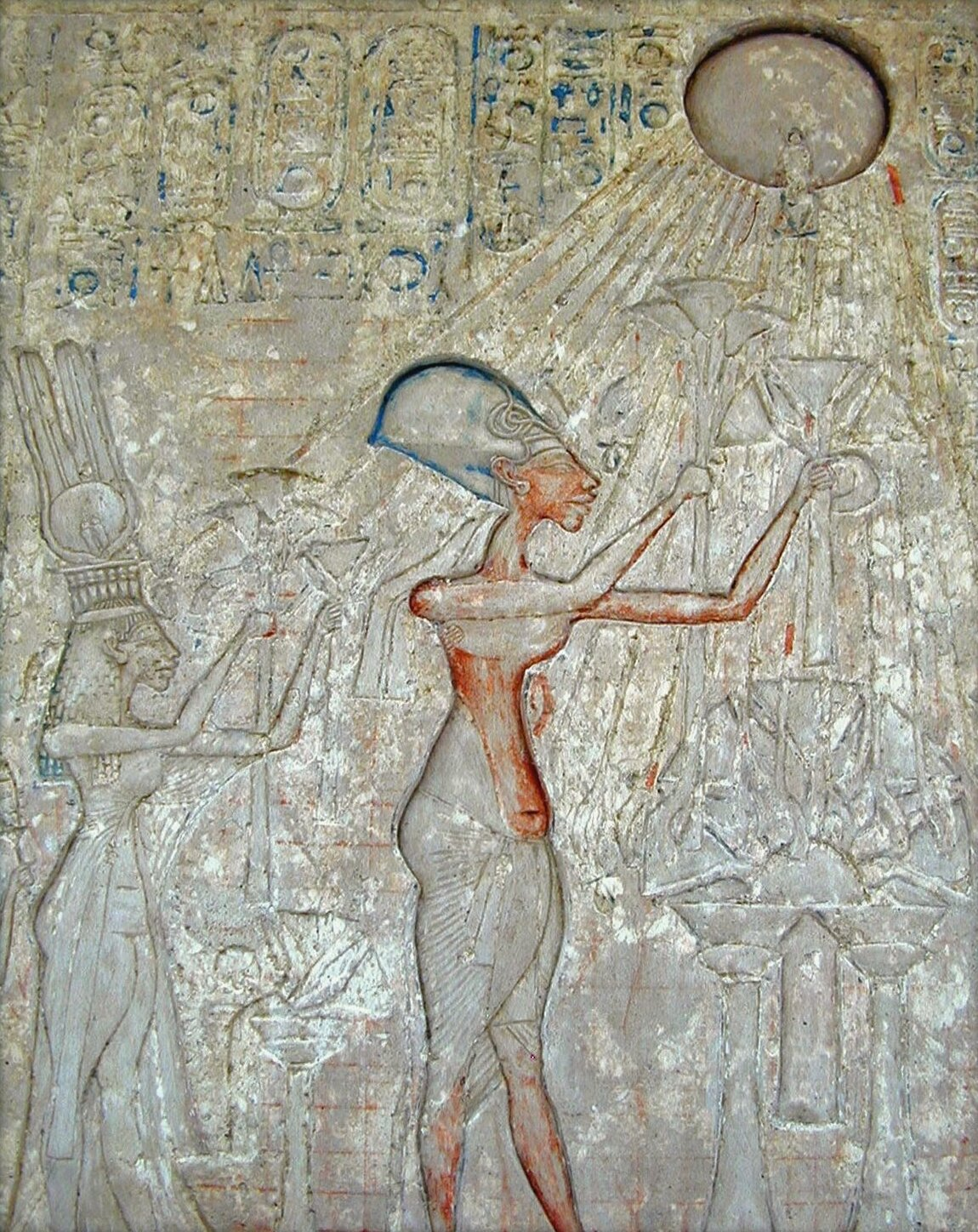
Писана вапнякова стела із зображенням царської сім'ї під променями сонця — Атона.
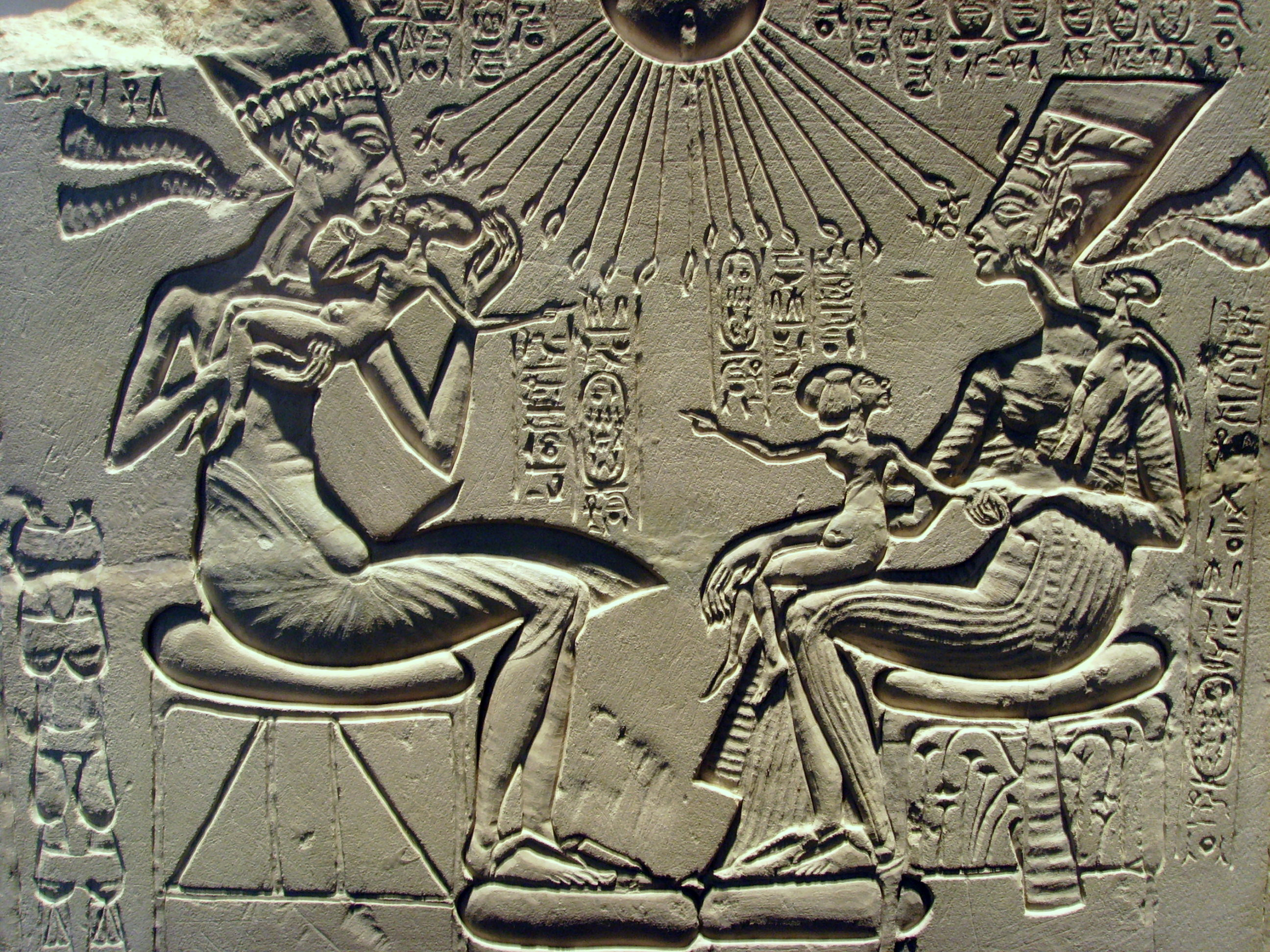
Ехнатон, Нефертіті й їхні діти. Ехнатон цілує старшу дочку Мерітатон, її сестра Макетатон сидить на колінах матері Нефертіті, а молодша Анхесенамон, грає з прикрасами матері, що звисають з корони.
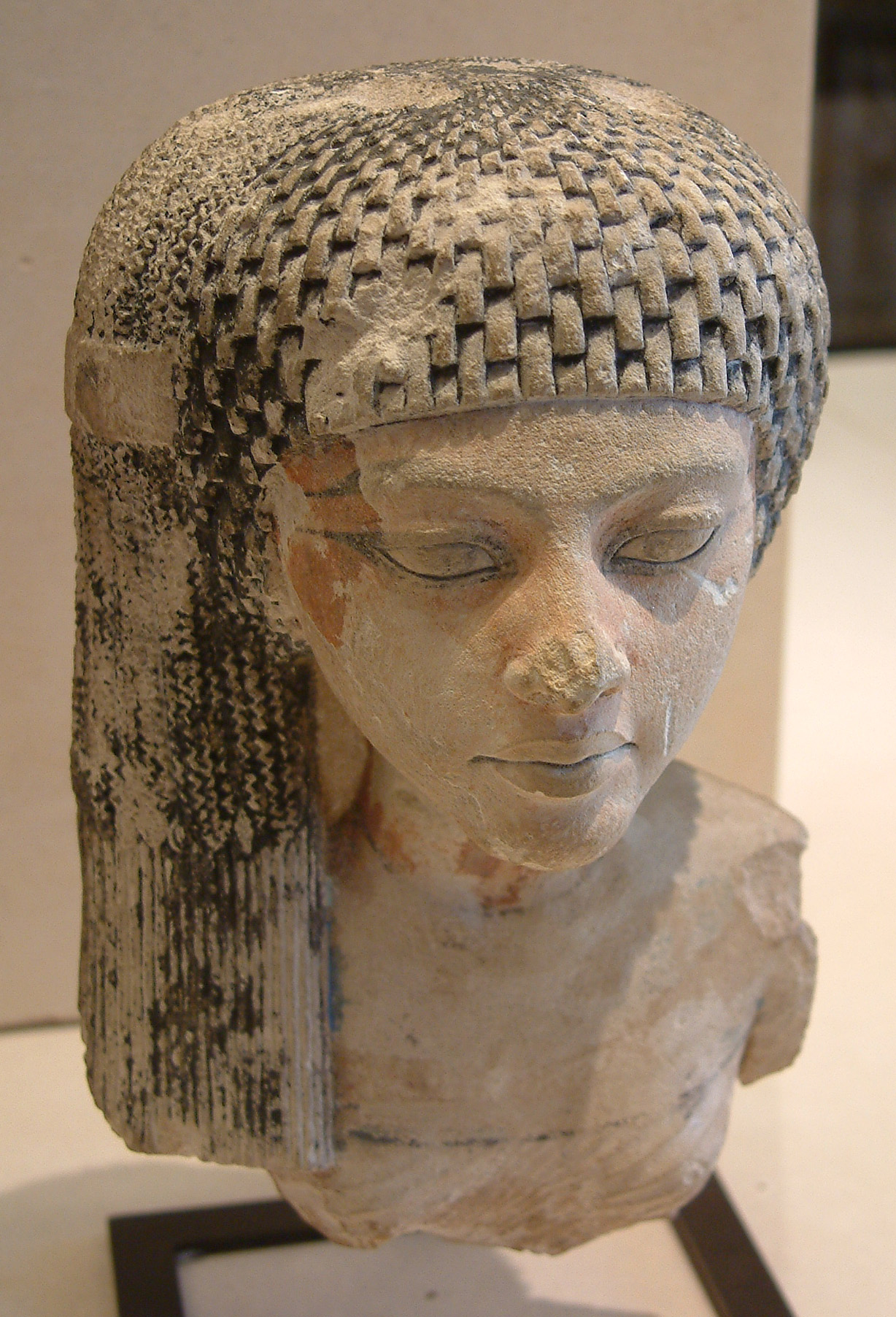
Імовірно, скульптурний портрет Мерітатон